# Szajk
Szajk is een plaats (község) en gemeente in het Hongaarse comitaat Baranya. Szajk telt 794 inwoners (2001).